# Châtillon-le-Duc
Châtillon-le-Duc is een gemeente in het Franse departement Doubs (regio Bourgogne-Franche-Comté). De plaats maakt deel uit van het arrondissement Besançon. Châtillon-le-Duc telde op 1 januari 2022 2.025 inwoners.

## Geografie
De oppervlakte van Châtillon-le-Duc bedraagt 6,26 vierkante kilometer; de bevolkingsdichtheid is 323 inwoners per km² (per 1 januari 2019).
De onderstaande kaart toont de ligging van Châtillon-le-Duc met de belangrijkste infrastructuur en aangrenzende gemeenten.

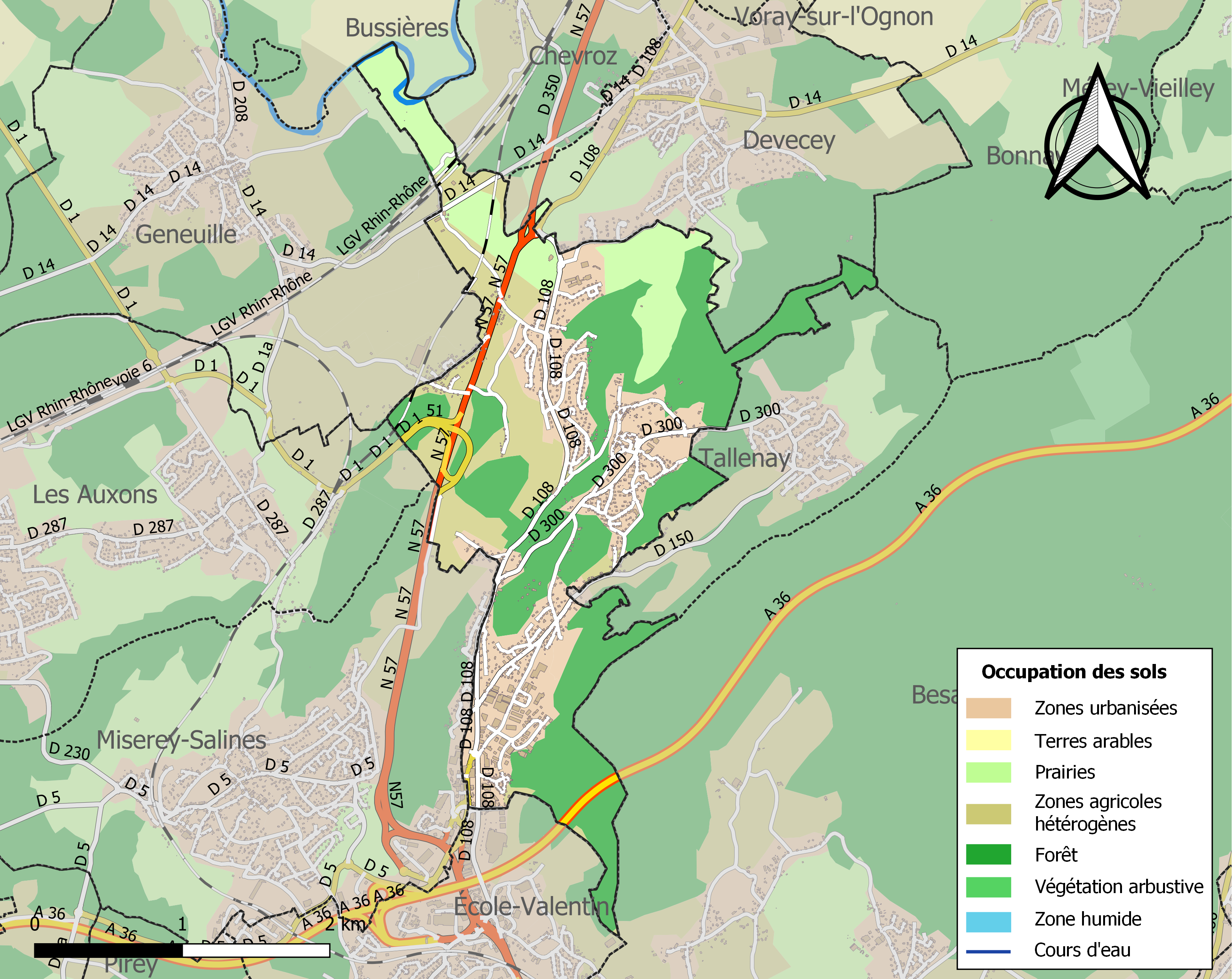

## Demografie
Onderstaande figuur toont het verloop van het inwonertal (bron: INSEE-tellingen).